# Torres Novas FM
A Torres Novas FM é uma rádio local de Torres Novas generalista disponível em 100.8 FM que emite também para a Internet.

## História
Inicialmente designada por "Rádio Local de Torres Novas" emitiu aos fins-de-semana durante um primeira fase tendo posteriormente alterado a designação para "Torres Novas FM".

Atualmente a programação é de carácter generalista, e acompanha sobretudo os acontecimentos do concelho de Torres Novas, com emissão contínua 24/24h todos os dias da semana.

## Programação
Segundas-feiras:
- DJ "S" - 00h00 à 01h00 - "Return to the classics"
- Livre Trânsito - 07h00 às 09h00 - Com Ana Cardoso
- Falar de nós e das nossas coisas - às 07h30 - João Da Guia fala de nós e das nossas coisas
- Pela Manhã - 09h00 às 12h00 - Com Vitória Maria
- Atualidade Desportiva - 12h00 às 13h00 - Com Jorge Branco e Pedro Neves
- Remember... A melhor música das décadas de 70, 80, 90 - 13h00 às 14h00 - Selecionado por Jorge Branco
- Lusitânia Expresso - 14h00 às 18h00 - Com Nuno Miguel
- R.D.S. – Rádio das seis - 18h00 às 20h00 - João Carvalho
- Falar de nós e das nossas coisas - às 19h30 - João Da Guia fala de nós e das nossas coisas
- As Baladas na TNFM - 20h00 às 21h00 - Com Jorge Branco
- Metalomania - 21h00 às 00h00 - Programa de Pedro Dias

Terças-feiras:
- Livre Trânsito - 07h00 às 09h00 - Com Ana Cardoso
- Falar de nós e das nossas coisas - às 07h30 - João Da Guia fala de nós e das nossas coisas
- Pela Manhã - 09h00 às 12h00 - Com Vitória Maria
- Remember... A melhor música das décadas de 70, 80, 90 - 13h00 às 14h00 - Selecionado por Jorge Branco
- Lusitânia Expresso - 14h00 às 18h00 - Com Nuno Miguel
- R.D.S. – Rádio das seis - 18h00 às 20h00 - João Carvalho
- Falar de nós e das nossas coisas - às 19h30 - João Da Guia fala de nós e das nossas coisas
- As Baladas na TNFM - 20h00 às 22h00 - Com Jorge Branco
- Back to the 80's - 22h00 às 00h00 - Um programa de Pedro Galinha com apresentação de Ana Cardoso

Quartas-feiras:
- DJ N.S. - 00h00 às 07h00 - "Club Mix”
- Livre Trânsito - 07h00 às 09h00 - Com Ana Cardoso
- Falar de nós e das nossas coisas - às 07h30 - João Da Guia fala de nós e das nossas coisas
- Pela Manhã - 09h00 às 12h00 - Com Vitória Maria
- Atualidade Desportiva - 12h00 às 13h00 - Com Jorge Branco e Pedro Neves
- Remember... A melhor música das décadas de 70, 80, 90 - 13h00 às 14h00 - Selecionado por Jorge Branco
- Lusitânia Expresso - 14h00 às 18h00 - Com Nuno Miguel
- R.D.S. – Rádio das seis - 18h00 às 20h00 - João Carvalho
- Falar de nós e das nossas coisas - às 19h30 - João Da Guia fala de nós e das nossas coisas
- As Baladas na TNFM - 20h00 às 22h00 - Com Jorge Branco
- Gente da Nossa Terra - 22h00 às 00h00 - Com Joaquim Matias Pedro

Quintas-feiras:
- Livre Trânsito - 07h00 às 09h00 - Com Ana Cardoso
- Falar de nós e das nossas coisas - às 07h30 - João Da Guia fala de nós e das nossas coisas
- Pela Manhã - 09h00 às 12h00 - Com Vitória Maria
- Remember... A melhor música das décadas de 70, 80, 90 - 13h00 às 14h00 - Selecionado por Jorge Branco
- Lusitânia Expresso - 14h00 às 18h00 - Com Nuno Miguel
- R.D.S. – Rádio das seis - 18h00 às 20h00 - João Carvalho
- Falar de nós e das nossas coisas - às 19h30 - João Da Guia fala de nós e das nossas coisas
- As Baladas na TNFM - 20h00 às 22h00 - Com Jorge Branco
- Paragem Obrigatória - 22h00 às 00h00 - Com Frederico Alexandre

Sextas-feiras:
- Mister P - 00h00 às 07h00 - “Radio Show”
- Livre Trânsito - 07h00 às 09h00 - Com Ana Cardoso
- Falar de nós e das nossas coisas - às 07h30 - João Da Guia fala de nós e das nossas coisas
- Pela Manhã - 09h00 às 12h00 - Com Vitória Maria
- Atualidade Desportiva - 12h00 às 13h00 - Com Jorge Branco e Pedro Neves
- Remember... A melhor música das décadas de 70, 80, 90 - 13h00 às 14h00 - Selecionado por Jorge Branco
- Lusitânia Expresso - 14h00 às 18h00 - Com Nuno Miguel
- R.D.S. – Rádio das seis - 18h00 às 20h00 - João Carvalho
- Falar de nós e das nossas coisas - às 19h30 - João Da Guia fala de nós e das nossas coisas
- As Baladas na TNFM - 20h00 às 22h00 - Com Jorge Branco
- Sextas há música - 22h00 às 00h00 - Com João Miguel Baptista

Sábados:
- Djs @ Work - 01h00 às 02h00 - “Radio Show”
- O som e a vida - 09h00 às 12h00 - Programa de João Carvalho
- À conversa com... - 12h00 às 13h00 - Entrevistas feitas pelo jornalista Armando Rebelo
- Viagens - 13h00 às 14h00 - Programa de Catarina Gonçalves
- A Nossa Onda - 14h00 às 16h00 - Helena Caetano - Programa quinzenal de músicas e entrevistas, com coordenação e apresentação de Helena Caetano
- À Nossa Volta - 14h00 às 15h00 - Programa quinzenal da Biblioteca Municipal
- Amigos do Rock - 15h00 às 16h00 - Programa quinzenal com Ana Lúcia Henriques
- Show Bizz - 16h00 às 18h00 - Com Sandra Gomes
- Usados com garantia - 18h00 às 21h00 - Com Jorge Branco
- Flashback Party - 21h00 às 00h00 - Com Luis Bento

Domingos:
- Roody DJ - 00h00 às 01h00 - Music Lovers radio show com Roody DJ
- Oskar DJ - 00h00 às 01h00 - “Club Sessions” com Oskar DJ
- Copacabana - 12h00 às 14h00 - Com Sandra Gomes
- Tardes Desportivas - 14h00 às 21h00 - Do futebol às modalidades amadoras, tudo sobre o desporto no concelho e na região.
- Lounge caffé - 21h00 às 00h00 - Com Liliana Domingos

## Ligações Externas
- «Página oficial»
- «Página oficial no Facebook»
- «Página oficial no Twitter»
- «Blog oficial/ Notícias»
- «Emissão Online da Torres Novas FM»